# دیویدسون مورایس
دیویدسون مورایس (به پرتغالی: Davidson de Oliveira Morais) مدافع اهل برزیل است که در شهر بلو هوریزونته و در تاریخ ۱۸ ژوئیهٔ ۱۹۸۱ به دنیا آمده‌است.
دیویدسون مورایس در تیم‌های فوتبال Taubaté سابقهٔ حضور دارد.